# Nkomero
Nkomero är ett vattendrag i Burundi.   Det ligger i provinsen Mwaro, i den centrala delen av landet, 30 km öster om huvudstaden Bujumbura.
Omgivningarna runt Nkomero är en mosaik av jordbruksmark och naturlig växtlighet. Runt Nkomero är det ganska tätbefolkat, med 155 invånare per kvadratkilometer.